# Klasycy Historiografii Polskiej
Klasycy Historiografii Polskiej – seria książek historycznych wydawana przez Państwowy Instytut Wydawniczy w latach 1972-1991. Seria od 1979 miała zmieniony tytuł Klasycy Historiografii. Inicjatorem serii był Marian Henryk Serejski. W jej ramach publikowano klasyczne dzieła historyków polskich i zagranicznych. 

## Książki wydane w ramach serii Klasycy Historiografii Polskiej
- Wiktor Czermak, Ostatnie lata Jana Kazimierza, oprac. i wstępem poprzedził Adam Kersten,  Warszawa 1972.
- Marceli Handelsman, Rozwój narodowości nowoczesnej, oprac. i wstęp Tadeusz Łepkowski,  Warszawa 1973.
- Michał Bobrzyński, Dzieje Polski w zarysie, oprac. i wstęp M. H. Serejski, Andrzej Feliks Grabski, Warszawa 1974.
- Szymon Askenazy, Książę Józef Poniatowski 1763-1813, wstęp Andrzej Zahorski, posłowie Stanisław Herbst, bibliogr. uzup. A. Zahorski, Warszawa 1974.
- Karol Szajnocha, Jadwiga i Jagiełło 1374-1413. Opowiadanie historyczne, t. 1-4, Wstęp Stefan M. Kuczyński, przygot. Maria Bokszczanin, Warszawa 1974.
- Władysław Smoleński, Mieszczaństwo warszawskie w końcu wieku XVIII, oprac. i wstępem poprzedzili M. H. Serejski i A. Wierzbicki, Warszawa 1976.
- Tadeusz Korzon, Odrodzenie w upadku : wybór pism historycznych, oprac. i wstępem poprzedzili M. H. Serejski i A. F. Grabski, Warszawa 1975.
- Adolf Pawiński, Rządy sejmikowe w Polsce 1572-1795 na tle stosunków województw kujawskich, oprac. i wstępem poprzedził Henryk Olszewski, Warszawa 1978.
- Wacław Sobieski, Trybun ludu szlacheckiego : pisma historyczne, wyboru dokonał, oprac. i wstępem poprzedził Stanisław Grzybowski, Warszawa 1978.

## Książki wydane w ramach serii Klasycy Historiografii
- Władysław Smoleński, Przewrót umysłowy w Polsce wieku XVIII: Studia historyczne, oprac. i wstępem poprzedził Andrzej Wierzbicki, Warszawa 1979.
- Zygmunt Wojciechowski, Zygmunt Stary (1504-1548), oprac. i wstępem poprzedził Andrzej Feliks Grabski, Warszawa 1979.
- Józef Feldman, Bismarck a Polska, wstępem poprzedził Lech Trzeciakowski, Warszawa 1980.
- Stanisław Łempicki, Mecenat Wielkiego Kanclerza: Studia o Janie Zamoyskim (1886-1947), wyboru dokonał i wstępem poprzedził Stanisław Grzybowski, Warszawa 1980.
- Wacław Tokarz, Sprzysiężenie Wysockiego i noc listopadowa, oprac. i wstępem poprzedził Andrzej Zahorski, Warszawa 1980.
- Leopold Ranke, Dzieje papiestwa w XVI-XIX wieku, przeł. Jan Zarański i Zbigniew Żabicki; wstępem opatrzył Marian Henryk Serejski, Warszawa 1981.
- Albert Sorel, Kwestya Wschodnia w w. XVIII: Rozbiór Polski i Traktat w Kajnardżi, oprac. i wstępem poprzedził Janusz Pajewski, przekładu z fr. dokonali słuchacze Uniwersytetu Lwowskiego pod kier. Szymona Askenazego, Warszawa 1981.
- Marc Bloch, Społeczeństwo feudalne, tł. Eligia Bąkowska; wstępem poprzedził Andrzej Feliks Grabski, Warszawa 1981.
- Jan Rutkowski, Wokół teorii ustroju feudalnego : prace historyczne, wyboru dokonał, oprac. i wstępem poprzedził Jerzy Topolski, Warszawa 1982.
- Bolesław Limanowski, Historia demokracji polskiej w epoce porozbiorowej, wstępem poprzedził i przypisami opatrzył Artur Leinwand, Warszawa 1983.
- Stanisław Smolka, Polityka Lubeckiego przed powstaniem listopadowym, wstępem poprzedził Ryszard Kołodziejczyk, Warszawa 1984.
- Józef Feldman, Stanisław Leszczyński, Warszawa 1984.
- Jan Rutkowski, Wieś europejska późnego feudalizmu : (XV-XVIII w.), wyboru dokonał, oprac. i wstępem poprzedził Jerzy Topolski, Warszawa 1986.
- Stanisław Kot, Polska Złotego Wieku a Europa : studia i szkice, wyboru dokonał, przygot. do druku i wstępem opatrzył Henryk Barycz; obcojęzyczne rozprawy przeł. z ang., niderlandzkiego, niem., wł. Teresa Jekiel et al. ; cytowane teksty łac., ang. i niem. tł. Witold Radwański, Warszawa 1987.
- Karol Boromeusz Hoffman, Historia reform politycznych w dawnej Polsce, wstępem poprzedził Andrzej Wierzbicki, Warszawa 1988.
- Henryk Łowmiański, Prusy - Litwa - Krzyżacy, wyboru dokonał, oprac., wstępem i posłowiem opatrzył Marceli Kosman, tł. fragmentów łac. i innych Witold Radwański, Warszawa 1989.
- Wiaczesław P. Wołgin, Szkice o zachodnioeuropejskim socjalizmie utopijnym, tł. z ros Janina Smoleńska; wyboru dokonała Alina Barszczewska-Krupa; wstępem poprzedził Andrzej Feliks Grabski, Warszawa 1989.
- Józef Szujski, O fałszywej historii jako mistrzyni fałszywej polityki. Rozprawy i artykuły, wyboru dokonał, przygot. do dr. i wstępem opatrzył Henryk Michalak, Warszawa 1991.